# 李矩 (西晉)
李矩，字茂約，江夏鍾武人，秦州刺史、都亭定侯李秉之子。

## 仕途
西晉永嘉年間（307年－312年），李矩為郡太守。而後出任江州刺史，卒官。

## 家屬
- 曾祖父：李通，東漢汝南太守。
- 祖父：李緒，曹魏平虜中郎將
- 父：李秉，西晉秦州刺史、都亭定侯。
- 妻：衛鑠，東晉著名女書法家。
- 子：李充，東晉書法家，官至中書侍郎。[2]